# Напици у Харију Потеру
Напици (енгл. Potions) је један од обавезних наставних предмета на Хогвортсу у серији књига о Харију Потеру. Највећи број напитака се у књигама спомиње на часовима напитака, а предавао их је Северус Снејп (од прве до пете књиге) и Хорације Пужорог (у шестој и седмој књизи).

## Амортенција
Амортенција (енгл. Amortentia) је најјачи љубавни напитак на свету који не ствара праву љубав већ онај ко га попије ствара моћну опсесију према оном ко му га је дао. Сваком човеку овај напитак мирише другачије у складу са тим шта кога привлачи.

## Биберни Живни-сад напитак
Биберни Живни-сад напитак је напитак који се користи да спречи симптоме прехладе и да загрева особу. Има нуспојаву изазивајући излазак паре из ушију неколико сати. У књизи Хари Потер и Дворана тајни Мадам Помфри је била презаузета лечењем прехладе код ученика овим напитком због епидемије која је владала у октобру. Коришћен је и у Хари Потеру и Ватреном пехару након другог задатка Трочаробњачког турнира како би брзо загрејао учеснике.

## Веритасерум
Веритасерум (енгл. Veritaserum) је најпознатији серум (напитак) истине који присиљава оног ко га попије да говори истину.  Назив „веритасерум“ потиче од латинске речи Veritas што значи истина. Овај напитак је најмоћнији серум истине који постоји. То је безбојна течност без мириса и подсећа на воду.
Три капи овог напитка су довољне да особа која их попије открије своје најдубље тајне. Коришћење веритасерума се стриктно контролише од стране Министарства магије. Према Северусу Снејпу, овај напитак је веома тешко направити и потребан је дуг период (један лунарни циклус) да би напитак „сазрео“.
Овај напитак се први пут користи у књизи Хари Потер и Ватрени пехар на Бартију Чучњу Млађем.

## Вишесоковни напитак
Вишесоковни напитак је напитак који физички преображава једну особу у другу. Напитак је веома компликован и тежак за израду, а и сам поступак је дуготрајан. На крају поступка у напитак се додаје длака или нокат особе у коју особа жели да се преобрази. Дејство напитка престаје након неког времена. Неки од састојака су: муве чипкастих крила, пијавице, жидак коров и чворновата трава, дворогов рог у праху, исецкана кожа бумсланг змије и делић оног у кога особа жели да се претвори (најчешће длака, нокат).
Занимљиво је да помоћу овог напитка особа може да се преобрази само у човека, што значи да нпр. особа не може да се преобрази у Хагрида коришћењем овог напитка јер је он полуџин.

## Вукотровни напитак
Вукотровни напитак је сложени, скоро пронађен напитак који ублажава симптоме вукодлаштва. Главни састојак је биљка једић (вучија смрт) која је веома отровна, стога је овај напитак веома опасан уколико се не припреми како треба. Изумео га је ујак Маркуса Белбија, Дамоклес Белби.
У књизи Хари Потер и затвореник из Аскабана, Ремус Лупин заборавља да узме напитак у ноћи пуног месеца због чега се претвара у агресивног вукодлака.

## Глатков напитак за косу
Глатков напитак за косу (енгл. Sleekeazy's Hair Potion) је напитак који омогућава лако обликовање косе. Хермиона Грејнџер користи овај напитак у четвртој књизи на Божићном балу како би јој коса била равна и сјајна. Према Потермору (енгл. Pottermore), овај напитак је изумео Харијев деда Флеамонт Потер.

## Еликсир живота
Еликсир живота (енгл. Elixir of Life)  је напитак који се добија из Камена мудрости. Продужава живот оном ко га попије, а ако се редовно користи особу чини бесмртном.
Једини Камен мудрости поседовао је Николас Фламел, познати алхемичар, који је створио еликсир и живео са својом женом Перенелом више од 600 година.

## Еликсир за изазивање еуфорије
Еликсир за изазивање еуфорије  (енгл. Elixir to Induce Euphoria) је напитак сунчано жуте боје који изазива осећај необњашњиве ирационалне среће. Као пропратне појаве дејства јављају се претерано певање и увртање носа које се могу ублажити додавањем гранчице пеперминта.
Хари прави овај еликсир у шестој години на часу напитака код професора Пужорога у нади да ће га он пробати и "бити у тако добром расположењу" да ће предати права сећања на младог Тома Ридла и хоркруксе, али професор Пужорог одлази.

## Збуњујућа смеша
Збуњујућа смеша (енгл. Confusing Concoction) је напитак који збуњује и разбољева оног ко га попије. Овај напитак Хари неуспешно справља у својој трећој години јер није успео да згусне смешу.

## Костораст
Костораст (енгл. Skele-Gro) је медицински напитак који омогућава поновни раст костију. Ефекат напитка траје осам сати и процес раста костију је веома болан.
У књизи Хари Потер и Дворана тајни овај напитак Мадам Помфри даје Харију након што му је случајно професор Гилдерој Локхарт уклонио кости руке покушавајући да их намести.

## Напитак за лечење чирева
Напитак за лечење чирева (Лек за чиреве, енгл. Cure for Boils) је једноставан напитак који се користи за лечење чирева. Ако се напитак успешно направи, из котла ће се подићи ружичаста пара. Овај напитак је један од првих који се учи на часовима напитака и први пут се спомиње у књизи Хари Потер и Камен мудрости. Неки од састојака напитка су: сушене коприве,  змијски очњаци, рогати пужеви и бодље бодљикавог прасета.

## Напитак за старење
Напитак за старење (енгл. Ageing Potion) је напитак који привремено чини особу старијом. Што се већа количина напитка попије, то ће особа бити старија. У књизи Хари Потер и Ватрени пехар, Ли Џордан, Фред и Џорџ Визли користе овај напитак да буду неколико месеци старији како би могли да пређу старосну црту, убаце папирић са својим именом у Ватрени пехар и тако се пријаве за Трочаробњачки турнир, међутим то им не успева и они бивају избачени из златног круга док су Фреду и Џорџу израсле дуге браде.

## Раствор живе смрти
Раствор живе смрти (енгл. Draught of Living Death) је изузетно моћан напитак који доводи оног ко га попије у дубок сан који може трајати неограничено доводећи до смрти. Неки од састојака овог напитка су: стандардна вода за напитке, корен валеријане, сопофорни пасуљ, корен асфодела у праху, инфузија пелина и мозак лењивца.

## Раствор мира
Раствор мира (енгл. Draught of Peace) је напитак који смирује нервозу и ублажује гнев. Поступак израде овог напитка је веома тежак и пипав јер састојци морају да се додају тачно одређеним редоследом у прецизно измереним количинама. Смеша треба да се промеша тачно одређен број пута прво у смеру казаљке на сату, а потом обрнутом, док топлота пламена мора да се спусти на прави ниво током одређеног броја минута пре него што се дода последњи састојак.
Раствор мира се први пут помиње у књизи Хари Потер и Ред феникса на часу напитака који предаје професор Северус Снејп. У истој књизи овај напитак је дат Хани Абот јер је била нервозна због О.Ч.Н.-а.

## Феликс фелицис
Феликс фелицис (енгл. Felix felicis), познатији као течна срећа је напитак који омогућава да онај који га попије има срећу на одређено време. Један је од најтежих напитака за справљање јер га треба кувати шест месеци по веома компликованој формули, а и најмања грешка у изради може имати озбиљне последице. Због својих својства забрањен је да се користи пре било каквих такмичења, испита, спортских догађаја, избора итд. Последице претераног коришћења напитка су лакомисленост, несмотреност и опасна самоувереност. Феликс фелицис личи на течно злато, међутим у филмовима он се приказује као напитак сличан води.
Хари у шестом делу добија овај напитак као награду за савршено припремљен раствор живе смрти на часу напитака и користи га да добије права сећања везана за Тома Ридла и хоркруксе од Хорација Пужорога.

## Штуцајући раствор
Штуцајући раствор (енгл. Hiccoughing Solution),је напитак који наводно изазива штуцање. Драко Мелфој прави овај напитак у шестој књизи на часу напитака, али је професор Пужорог његов рад прогласио тек "прихватљивим".